# Michael McDonald (kickbokser)
Michael Anthony McDonald (ur. 6 lutego 1965 roku w Birmingham) – kanadyjski kick-boxer wagi ciężkiej, zawodnik K-1.

## Kariera
W wieku 17 lat rozpoczął treningi boksu tajskiego. W latach 1996–1999 trenował pod okiem karateki i gwiazdy K-1 Andy'ego Huga. W 1998 roku zadebiutował w K-1. Dwukrotnie wygrał Grand Prix USA w Las Vegas (2002, 2004), a dwukrotnie zajął drugie miejsce (2003, 2006). Był jednym z najlepiej wyszkolonych technicznie zawodników K-1. Pokonał m.in. Glaube Feitosę, Nicholasa Pettasa, Mirko Filipovicia czy Ricka Roufusa. Sportową karierę zakończył w 2008 roku.

## Osiągnięcia
- 2004: Mistrz K-1 World Grand Prix w Las Vegas
- 2002: Mistrz K-1 World Grand Prix w Las Vegas
- 2002: zwycięzca preeliminacji K-1 World GP USA
- Mistrz Świata WKC w wadze junior ciężkiej
- Mistrz Ameryki Północnej WKA w wadze ciężkiej
- Mistrz Kanady w wadze ciężkiej